# گروسوالبور
گروسوالبور (به آلمانی: Großwalbur) یک منطقهٔ مسکونی در آلمان است که در Meeder واقع شده‌است. گروسوالبور ۷۴۸ نفر جمعیت دارد.